# Komunistická strana Velké Británie (marxisticko-leninistická)
Komunistická strana Velké Británie (marxisticko-leninistická) (angl. Communist Party of Great Britain (Marxist–Leninist)) je marxisticko-leninistická a anti-imperialistická politická strana ve Spojeném království, aktivně působící v Anglii, Skotsku a Walesu. Současným předsedou je profesor, spisovatel a businessman Harpal Brar. Tato strana vznikla v roce 2004 po oddělení se od Socialistické labouristické strany.

## Předchůdce
Už v letech 1920–1991 existovala Komunistická strana Velké Británie (angl. Communist Party of Great Britain). K jejím zakladatelům patřil Andrew Rothstein, komunista, jenž později opatroval Marxovu knihovnu v Londýně. V muzeu se uchovávaly i památky na londýnský pobyt V. I. Lenina.